# Alexander Blonz
Alexander Christoffersen Blonz, né le 17 avril 2000 à Clamart en France, est un joueur de handball professionnel norvégien évoluant au poste d'ailier gauche. 

## Biographie
En 2019, il est retenu avec l'équipe de Norvège pour participer au championnat du monde en Allemagne où la Norvège atteint la finale.

## Palmarès
- finaliste du championnat du monde 2019